# Husemersee
Der Husemersee, auch Husemer See oder Hausersee, liegt nördlich des Dorfzentrums der Gemeinde Ossingen im Schweizer Kanton Zürich.

## Geographie

Husemersee und umliegende Weiher

Der Husemersee gehört zur Andelfinger Seenplatte im Zürcher Weinland und wird vom Wattbach gespiesen. Der Toteissee liegt auf 409 m ü. M. in einem Naturschutzgebiet im Wald und ist 14 Meter tief. Östlich des Sees befinden sich weitere kleine Weiher.
In der Umgebung des Sees wurde während den beiden Weltkriegen industriell Torf gestochen. Die Riedgebiete rund um den See und die benachbarten Seelein wurden 1994 in die Liste der Flachmoore von nationaler Bedeutung aufgenommen.

## Erschliessung
Um den See führt ein Wanderweg. Der Zeitbedarf für eine Seeumrundung beträgt rund dreiviertel Stunden. Auf der Westseite des Sees kann gebadet werden. Dort befinden sich ein Steg, eine Liegewiese und eine Feuerstelle.

## Erreichbarkeit
Zu Fuss ist der Husemersee vom Bahnhof Ossingen aus in einer guten halben Stunde erreichbar. Autofahrer können ihr Fahrzeug auf dem Parkplatz am Waldrand abstellen.